# Суріпиця пряма
Сурі́пиця пряма́ (Barbarea stricta) — дворічна трав'яниста рослина роду суріпиця. Вперше описана у 1822 році на Волині.

## Поширення
Поширена у Європі, на Кавказі та у Середній Азії, окрім того, була занесена у Північну Америку та Австралію.
Росте майже по всій Україні (окрім Криму) на торф'яних та вологих луках, болотах.

## Опис
Кореневищна рослина заввишки 30—100 см. Стебло пряме, мало розгалужене (головним чином у верхній частині).
Листки при основі охоплюють стебло вушками, нижні черешкові, ліроподібні, з однією великою довгасто-овальною часткою та 2-6 маленькими бічними, іноді зовсім без бічних часток; середні листки притиснуті до стебла, сидячі, ліроподібно надрізані, верхні овальні, виїмчасті, крупно-зубчасті.
Гілочки з квітковими китицями трохи відхилені від стебла; китиці дуже густі; чашолистки 2,5-2,75 мм завдовжки; пелюстки близько 4 мм завдовжки, світло-жовті.
Плоди — стручки, прямостоячі, притиснуті до квітконосів, 20-35 мм завдовжки; насіння буре, 1,4 мм завдовжки, 1 мм шириною.